# Chantaje
«Chantaje» (исп. Шантаж) — песня колумбийской певицы Шакиры, записанная совместно с колумбийским певцом Малумой. Песня была выпущена 28 октября 2016 года лейблом «Ace Entertainment» в качестве сингла в поддержку одиннадцатого студийного альбома Шакиры «El Dorado». Видеоклип на песню, снятый в Барселоне режиссёром Жауме де Лайгуаной, на данный момент имеет свыше двух миллиардов просмотров и является самым просматриваемым клипом в видеографии обоих артистов.

## История
Прежде чем исполнить песню «Chantaje», Малума записал вокал для официального ремикса на песню Карлоса Вивеса и Шакиры «La Bicicleta». В начале сентября 2016 года Малума вместе со своей командой отправился в Барселону для работы с Шакирой. Он признался в интервью Billboard, что «не мог упустить возможность снова работать с ней». Дуэт стал возможным благодаря Sony Music, которая предложила вновь работающим вместе артистам идею. Позднее Малума описывал работу с Шакирой как «потрясающий опыт». «Она не только великолепная артистка, но и композитор, я многому научился» — говорил певец.
Прежде чем выпустить песню, 25 октября 2016 года Шакира поделилась специальными подсказками в своём Instagram, собрав которые, можно было отгадать загадку. Победители могли получить личное сообщение от певицы, подтверждающее правильный ответ. На первой фотографии Шакира была в шляпе вместе с кроликом, что означало «Magic» («Волшебство») — название первых альбомов Шакиры и Малумы; на второй фотографии был рисунок короны на белой доске, то есть тату Малумы; а третья фотография — Шакира с плакатом Алехандро Санца (что обозначало его псевдоним «Chan»), а также символы «TA» и «G», что вместе давало название песни: «Chantaje». Позже певица поделилась обложкой сингла. В конце концов, 28 октября 2016 года песня была выпущена посредством цифровой загрузки на лейбле Ace Entertainment.

## Критика
Джон Парел из The New York Times дал песне положительную оценку, отметив, что «Шакира становится ещё более напряженной, когда поёт по-испански, нервно и более предано», и назвал песню «редкой, вкрадчивой броской реггетонской битвой полов». Джефф Нельсон из People назвал её «сексуальной, затягивающей», в то время как Диана Мартин из E! Online написала, что песня сексуальна заразительна. Люси Моррис из Digital Spy написала: «Мы, возможно, не знаем, что такое на самом деле лирика, но песня заразительна». Майк Уосс из интернет-портала Idolator отметил, что песня «песня заставит вас двигаться минимум до конца первого куплета».

## Музыкальное видео
Съёмки клипа проходили в Барселоне 13 и 14 октября 2016 года. Режиссёром выступил фотограф Жауме де Лайгуана, который уже снимал видеоклипы для Шакиры. Официальное лирик-видео к песне было выпущено 16 ноября, в то время как клип — 18 ноября 2016 года. В начале музыкального видео, как описано Сарой Грант в Rolling Stone, «Шакира прогуливается через винный погреб со своей домашней свинкой на поводке и ее дикой гривой волос, скрытой под розовым париком». «Затем она заманивает его в подземный бар», — добавил Billboard, а также «вертит бёдрами от входа бара к мужскому туалету, где она танцует среди писсуаров».
Видео заработало 100 миллионов просмотров всего за 19 дней, побив предыдущий 21-дневный рекорд и став самым быстрым испаноязычным видео, когда-либо достигавшим такого результата. 19 декабря 2016 года песня заняла 7-е место в списке музыкальных видео, которые быстрее всех набрали 200 миллионов просмотров, сделав это всего за 31 день. В течение семи недель ролик оставался самым быстрорастущим на YouTube. 7 апреля 2017 года он достиг одного миллиарда просмотров, став вторым видео Шакиры с таким показателем. По состоянию на июнь 2018 года видео имеет более двух миллиардов просмотров, что делает его 19-м в списке самых просматриваемым видео на YouTube, а также третьим видео в списке, сумевшим быстрее всех набрать два миллиарда просмотров.

### Сальса-версия
2 февраля 2017 года, на свой день рождения, Шакира презентовала видео на версию песни для сальсы.

## Концертные выступления
6 мая 2017 года Шакира исполнила «Chantaje» с фронтменом группы Coldplay Крисом Мартином на «Global Citizen Festival» в Гамбурге, Германия.

## Запись

### Участники записи
- Шакира — вокал, композитор, продюсер
- Малума — вокал, композитор, продюсер
- Джоэл Антонио Лопес Кастро — композитор
- Кевин Маурисио Хименес Лондоньо — композитор, продюсер
- Брайан Снайдер Лескано Чаверра — композитор
- Чан «Эль-Генио» (Rude Boyz) — продюсер
- Дэйв Клаус — зукорежиссёр
- Адам Аян — зукорежиссёр

## Чарты
| Чарт (2016—2017)                          | Пиковая позиция |
| ----------------------------------------- | --------------- |
| Австрия (Ö3 Austria Top 40)               | 41              |
| Аргентина (Monitor Latino)                | 4               |
| Аргентина Digital Songs (CAPIF)           | 1               |
| Бельгия (Ultratop 50 Flanders)            | 11              |
| Бельгия (Ultratop 50 Wallonia)            | 19              |
| Болгария (IFPI)                           | 3               |
| Бразилия (Hot 100 Airplay)                | 1               |
| Венгрия (Single Top 40)                   | 29              |
| Венесуэла (National-Report)               | 2               |
| Гватемала (Monitor Latino)                | 1               |
| Германия (GfK Entertainment Charts)       | 20              |
| Доминиканская Республика (Monitor Latino) | 10              |
| Израиль (Media Forest)                    | 8               |
| Ирландия (IRMA)                           | 91              |
| Испания (PROMUSICAE)                      | 1               |
| Италия (FIMI)                             | 11              |
| Канада (Canadian Hot 100)                 | 50              |
| Колумбия (National-Report)                | 2               |
| Мексика (Billboard)                       | 3               |
| Нидерланды (Dutch Top 40)                 | 25              |
| Нидерланды (Single Top 100)               | 18              |
| Панама (Monitor Latino)                   | 3               |
| Парагвай (Monitor Latino)                 | 2               |
| Португалия (AFP)                          | 45              |
| Румыния (Media Forest)                    | 2               |
| Россия (Tophit)                           | 59              |
| Словакия (Singles Digitál Top 100)        | 11              |
| Словения (SloTop50)                       | 24              |
| США (Billboard Hot 100)                   | 51              |
| США Hot Latin Songs (Billboard)           | 1               |
| США Tropical Airplay (Billboard)          | 19              |
| Уругвай (Monitor Latino)                  | 1               |
| Филиппины (Philippine Hot 100)            | 45              |
| Финляндия (Latauslista)                   | 23              |
| Франция (SNEP)                            | 13              |
| Чехия (Singles Digitál Top 100)           | 35              |
| Швейцария (Schweizer Hitparade)           | 10              |
| Швеция (Sverigetopplistan)                | 54              |
| Эквадор (National-Report)                 | 1               |

| Чарт (2016)          | Пиковая позиция |
| -------------------- | --------------- |
| Испания (PROMUSICAE) | 77              |

| Чарт (2017)                         | Пиковая позиция |
| ----------------------------------- | --------------- |
| Аргентина (Monitor Latino)          | 13              |
| Бельгия (Ultratop Flanders)         | 60              |
| Бельгия (Ultratop Wallonia)         | 77              |
| Боливия (Monitor Latino)            | 24              |
| Гватемала (Monitor Latino)          | 7               |
| Германия (GfK Entertainment Charts) | 100             |
| Израиль (Media Forest)              | 10              |
| Испания (PROMUSICAE)                | 11              |
| Италия (FIMI)                       | 39              |
| Нидерланды (Single Top 100)         | 100             |
| Панама (Monitor Latino)             | 6               |
| Парагвай (Monitor Latino)           | 13              |
| Перу (Monitor Latino)               | 33              |
| США Hot Latin Songs (Billboard)     | 3               |
| США Latin Pop Songs (Billboard)     | 11              |
| Уругвай (Monitor Latino)            | 3               |
| Франция (SNEP)                      | 39              |
| Чили (Monitor Latino)               | 9               |
| Швейцария (Schweizer Hitparade)     | 26              |
| Эквадор (Monitor Latino)            | 41              |

## Сертификации
| Страна | Сертификация            | Продажи  |
| --- | ----------------------- | -------- |
| Аргентина (CAPIF) | 3 × платиновый          | 60 000*  |
| Бельгия (BEA) | платиновый              | 30 000*  |
| Германия (BMVI) | золотой                 | 150 000^ |
| Испания (PROMUSICAE) | 5 × платиновый          | 200 000* |
| Италия (FIMI) | 3 × платиновый          | 200 000~ |
| Канада (MC) | платиновый              | 80 000^  |
| Мексика (AMPROFON) | бриллиантовый · золотой | 330 000* |
| Польша (ZPAV) | платиновый              | 20 000*  |
| США (RIAA) | 16 × платиновый         | 960 000~ |
| Франция (SNEP) | бриллиантовый           | 250 000* |
| Швейцария (IFPI) | золотой                 | 15 000^  |
| Швеция (GLF) | платиновый              | 40 000^  |
| *данные о продажах основаны только на сертификации ^данные о партиях основаны только на сертификации ~неустановленные продажи основаны только на сертификации |                         |          |